# Еміль Редліх
Еміль Редліх (нім. Emil Redlich; 18 січня 1866, Брно, Австрійська імперія — 7 червня 1930, Відень) — австрійський невролог, нейроанатом і психіатр.

## Біографія
Народився в родині єврейського походження. У 1889 році отримав докторський ступінь з медицини у Віденському університеті. Займався анатомічними дослідженнями мозку в інституті Генріха Оберштейнера.
У 1895 році працював у неврологічному інституті Юліуса Вагнера-Яурегга, в 1898 році очолив приватну психіатричну клініку в Інзерсдорфі (нині район Лізінг, Відень).
У 1914 році був призначений директором психіатричної лікарні (Nervenheilanstalt Maria-Theresia-Schlössel) у Відні.

## Наукова діяльність
Займався дослідженнями в області фізіології і патології центральної нервової системи. Автор близько 140 наукових робіт.
Одним із перших (у 1880-ті роки) запропонував гіпотезу про зв'язок між прогресивним паралічем і сифілісом. Проводив досліди в області епілепсії, розсіяного склерозу, енцефаліту, дегенерації спинного мозку, нарколепсії, неврозів та істерій. У 1898 році описав амілоїдні бляшки (англ. senile plaques).
Також описав спалах розсіяного енцефаломієліту (Encephalomyelitis, хвороба Редліха-Флатау) з ураженнями, поширеними по всьому головному і спинному мозку.
Ця хвороба стала відомою як «синдром Редліха-Флатау», виявлена, незалежно один від одного, Емілем Редліхом та Едвардом Флатау (1868—1932), який заявив, що причиною захворювання може бути вірус, що пізніше й отримало наукове підтвердження.

## Пам'ять
- На честь професора та його колеги Генріха Оберштейнера названа також Зона Редліха-Оберштейнера, місце входження заднього корінця у спинний мозок.

## Вибрані праці
- Zur pathologischen Anatomie der Syringomyelie und Hydromyelie. Zeitschrift für Heilkunde 12, ss. 553—574, 1891
- Ueber eine eigenthümliche, durch Gefässdegenerationen hervorgerufene Erkrankung der Rückenmarkshinterstränge. Zeitschrift für Heilkunde 12, ss. 247—268, 1891
- Die hinteren Wurzeln des Rückenmarkes und die pathologische Anatomie der Tabes dorsalis . Arb. ad Inst. f. Anat. u. Physiol. d. Centralnervensyst. an d. Wien. Univ., Ss. 1-52, 1892
- Zur Kenntniss der Rückenmarksveränderungen nach Amputationen. Centralbl. f. Nervenh. u. Psychiat. 4, ss. 1-5, 1893
- Ueber einen Fall von infantiler, erworbener Kleinhirnatrophie. Aerztl. Centr. -Anz. 6, s. 559, 1894
- Ueber die sogenannte subcorticale Alexie. Jahrbücher für Psychiatrie 13, ss. 243—302, 1894/95
- Zur Casuistik der Kleinhirnerkrankungen. Wien. med. Wchnschr. 45, ss. 817—821, 1895
- Die Pathologie der tabischen Hinterstrangserkrankungen. Jena, 1897.
- Die spastische Spinalparalyse und die hereditäre spastische Spinalparalyse.
- Über multiple Sklerose.
- Neuere Untersuchungsbehelfe in der Diagnostik der Hirnkrankheiten. Deutsche Klinik, 6, 1, 1906
- Redlich, Obersteiner. Die Krankheiten des Rückenmarks. Handbuch der praktischen Medizin, in Verbindung mit Zahlreichen Gelehrten. Stuttgart, 1906.
- Die Psychosen bei Gehirnerkrankungen. W: Handbuch der Psychiatrie. Leipzig-Wien, 1912.
- Hirntumor. W: Handbuch der Neurologie, Band III. Berlin, 1912.
- Zur Narkolepsiefrage, 1915
- Epilepsie. W: Handbuch der Neurologie, Suppl. Band. Berlin, 1920.